# Lady Bess
Lady Bess est une comédie musicale de Sylvester Levay et Michael Kunze. Il s'agit d'une œuvre romancée sur les jeunes années d'Élisabeth Ire, alors connue sous le nom de Lady Bess.

## Résumé
Angleterre, XVIe siècle.
Fille du roi Henri VIII et d'Anne Boleyn, Lady Bess a été élevée dans le Hertfordshire sous la protection bienveillante de son tuteur Roger Ascham et de sa gouvernante Kat Ashley. Bess a ainsi grandi loin de la cour, des intrigues et de sa demi-sœur, l'héritière du trône Mary.
Un jour, Bess croise la route d'un ménestrel prénommé Robin Blake. Cette rencontre accidentelle n'est pas sans incidence sur leurs quotidiens. La jeune femme est attirée par Robin et ce qu'il incarne : une vie libre, riche en voyages et affranchie de toutes contraintes. Quant à l'artiste, il n'est pas insensible à son tempérament fier et spirituel. Au gré de leurs rencontres, Robin et Bess connaissent une attirance de plus en plus forte.
Mais, loin de la vie bucolique du Hertfordshire, Londres est en ébullition. Si Mary est devenue souveraine d'Angleterre, l'archevêque Stephen Gardiner voit en Bess une menace qu'il faut éradiquer... La fille d'Anne Boleyn compte en effet de nombreux partisans parmi les protestants. Pour la maintenir à l'écart de la couronne, Gardiner complote avec Simon Renard et le prince d'Espagne, Felipe.
Dès lors, Bess se trouve prise dans un engrenage politique qui la dépasse. Elle devra faire un choix : poursuivre une existence insouciante ou épouser son destin royal.

## Argument détaillé

### Acte 1
Le spectacle s’ouvre sur Roger Ascham, un érudit versé en langues, philosophie et astronomie. Sous forme de ballade, ce dernier narre les événements qui se sont déroulés jadis : le mariage d’Henry VIII avec Catherine d’Aragon ; la naissance de leur fille Marie ; la passion foudroyante du roi pour Anne Boleyn ; la répudiation de Catherine ; le rejet de l’autorité catholique par Henry, sa conversion au protestantisme, son divorce avec Catherine puis son union avec Anne, sacrée reine ; la naissance d’une nouvelle héritière, la petite Elisabeth ; enfin, la mise à mort de la nouvelle souveraine, accusée d’adultère. Ascham conclut en expliquant que Marie est désormais à la tête du royaume. Son caractère cruel, notamment ses persécutions répétées à l’encontre des protestants, lui a valu le surnom de « Marie la Sanglante ». Pour sa part, Ascham est devenu le tuteur et le professeur d’Elisabeth, surnommée affectueusement Bess. La jeune fille, aussi belle que brillante, grandit à la campagne dans une certaine quiétude. En observant les étoiles, le vieil érudit comprend qu’une ère nouvelle s’annonce, marquée par l’ascension de Bess (プロローグ / A time of change)…
Loin des préoccupations d’Ascham, les villageois s’apprêtent à festoyer en compagnie d’une bande itinérante d’artistes : il s’agit de Scrag Totter, Buggy Ringer, Horatius Swift et leur chef, le barde Robin Blake. Épris de liberté, le quatuor prône la singularité de chacun et le droit à la différence. Alors que la représentation est un triomphe, Henry Bedingfield, lieutenant de la Tour de Londres et capitaine des gardes, interrompt les festivités. Malgré l’intervention de Robin, une femme est violemment arrêtée pour sa foi protestante (人生は一度きり / What the church bell says).
De son côté, Bess chérit la Bible Tyndale offerte par son père. Cet amour immodéré pour le livre et sa dévotion envers le défunt roi inquiètent Ascham. Kat Ashley, gouvernante et figure maternelle pour Bess, est tout aussi désemparée face à ce comportement. De fait, la Bible Tyndale trahit le protestantisme de leur protégée : si la Reine Marie venait à apprendre que sa demi-sœur possède un tel exemplaire, la jeune fille encourerait de graves dangers. Les craintes de ses mentors se révèlent justifiées : Bess est surveillée par l’Archevêque Gardiner, qui la hait viscéralement pour son protestantisme. Il fait fouiller les lieux et découvre l’ouvrage interdit. Gardiner compte bien en référer à sa Majesté et, après avoir humilié Bess, il lui confisque sa Bible avant de partir (他の本とは違う / Not just another book).
La princesse déchue chante alors sa vénération pour son père, qu’elle considère comme le plus grand roi du monde. Pour se montrer digne de lui, elle prend la décision d’intercepter Gardiner elle-même en coupant à travers bois et demande à Kat de préparer un attelage. A contre-cœur, celle-ci obtempère (我が父は王 / My father was a king).
Dans la forêt, Robin et sa bande répètent leur numéro, une chanson entraînante qui incite à l’insouciance (歌って忘れよう / Sing all your troubles away). Alors qu’ils viennent de finir leur morceau, un cri de femme se fait entendre. Ni une, ni deux, Horatius, Scrag et Buggy se précipitent, abandonnant leur chef derrière eux. Robin, courroucé, continue à répéter avec son luth. Bess fait son apparition et demande à réquisitionner l’attelage du barde, sa calèche ayant eu un accident. Une méprise s’ensuit, poussant Robin à définir sa profession. L’intérêt de Bess est rapidement piqué par ce beau jeune homme qui se revendique poète, chanteur, musicien, acteur mais, surtout, un vagabond totalement affranchi (俺は流れ者 / I'm a rover). Horatius, Scrag et Buggy reviennent à ce moment, accompagnés par Parry, l’homme de main de Bess. Parry explique à sa maîtresse que le trio à réparer leur attelage. Cette dernière les récompense généreusement mais comprend que Gardiner est désormais bien trop loin pour espérer le rattraper. Elle décide d’écrire à sa sœur pour réparer le tort qui lui a été fait. En partant, Parry révèle sans songer à mal l’identité de Lady Bess. La jeune fille, très appréciée par la population, incarne l’espoir des jours meilleurs ; le quatuor comprend aussitôt qui elle est. Robin, en pleine confusion, la regarde partir.
Au palais, la Reine Marie s’entretient avec Gardiner. Elle vient de recevoir un courrier de Bess qui, loin de l’apitoyer, la conforte dans l’idée d’anéantir la moindre résistance de la part de sa cadette. Elle crache son fiel sur Anne Boleyn et sa fille, qu’elle considère porteuses de vices et causes de tous ses malheurs. Elle rédige un courrier demandant à Bess de gagner la capitale afin de la confronter (邪悪 / That evil woman).
Dans le parc de sa résidence, loin de soupçonner les dangers, Bess lit Le Prince de Machiavel. Elle est interrompue par Robin, qui s’est glissé discrètement dans son jardin. Il remarque la fleur jaune glissée dans ses cheveux et l’interroge sur le sujet. Elle lui apprend qu’il s'agit d’une immortelle, une fleur réputée pour sa longévité. Du fait de leur sens de de la répartie, de leur fort tempérament et de leur ego respectif, la discussion s’apparente vite à de la chamaillerie. Peu sensible à la vantardise du jeune Barde, la damoiselle prend un malin plaisir à le railler. Quant à lui, il peine à supporter ses grands airs. La moquerie tourne court lorsque Robin lui rappelle qu’il possède une chose qu’elle n’aura jamais : la liberté (誰でも歌える / Anyone can sing). Bess s’insurge contre cette affirmation et, finalement, il la met au défi de sortir de sa cage dorée pour côtoyer des personnes plus authentiques, loin de la noblesse. Robin touche une corde sensible en évoquant les escapades d’Henri VIII, lequel avait pour habitude de se mêler à la populace en toute discrétion. Le barde lui promet de l’emmener en excursion samedi prochain mais, alors qu’elle refuse, Kat fait irruption dans le jardin. Robin s’évapore comme il est venu. Troublée, Bess reprend vite ses esprits : sa confidente lui apprend qu’elle est convoquée à Londres. Naïvement, elle pense que sa sœur va lui restituer la Bible Tyndale et s’excuser du comportement de Gardiner, ce dont Kat doute fortement…
Au palais, Marie et sa cour assistent à la messe (祈り/ Prayer) ; après avoir prétendu un malaise passager pour échapper à l’office et ne pas trahir sa foi, Bess se rend auprès de la souveraine. Cette dernière lui ordonne alors de se rallier au catholicisme sous peine d’être excommuniée et malmène violemment Bess (悪魔と踊らないで / Don't dance with the devil). Non contente de l’avoir éprouvée sur sa religion, Marie avilit Bess en lui affirmant qu’elle n’est pas la fille d’Henri VIII mais du violoniste Mark Smeaton, accusé d’être l’amant d’Anne Boleyn et condamné lui-aussi à la décapitation. Après cette énième humiliation, Marie et ses dames d’honneur abandonnent Bess à son sort, au pied d’un tableau représentant Anne.
Bess s’emporte contre sa mère qu’elle juge coupable de tous ses maux. Le fantôme d’Anne, escorté du bourreau qui lui a ôté la vie, se manifeste à ses côtés. Elle clame son innocence à sa fille : elle n’a jamais aimé que le roi et, peu importe à quel point sa fille la hait, elle sera toujours à ses côtés (愛をささげた / All for love). Mais Bess refuse d’écouter Anne et s’enfuit, la honnissant de toute son âme.
Bess sort très éprouvée de cet entretien londonien. Elle est consolée par Kat et Ascham. Son professeur lui assure qu’elle est la digne héritière d’Henri VIII et qu’elle surpassera bientôt son père en instaurant un royaume de tolérance et de libertés (王国が現れる / Our kingdom come).
Dans une taverne à proximité, les clients sont harangués par Thomas Wyatt, un révolutionnaire qui cherche à renverser Marie au profit de Bess. Son discours est bien accueilli par les habitués mais aucun n’ose s’opposer vertement à Marie la Sanglante. Wyatt révèle toutefois l’impensable : sur l’impulsion de l’Ambassadeur Simon Renard, appuyé par Gardiner, Marie va épouser le Prince Philipe d’Espagne. Cette nouvelle révolte les anglais qui craignent d’être annexés par l’Empire Espagnol et de perdre leur indépendance (スペインの王はいらない / No Spanish king-I).
Non loin d’ici, Robin a tenu sa promesse et emmène Bess se joindre aux petites gens, travestie en homme. Il lui inculque rapidement l’attitude à adopter dans ce genre d’endroits : bomber le torse, être belliqueux et sans simagrée. Il la baptise Tom (男みたいに / Like a man). Contre toute attente, Bess s’amuse beaucoup à la taverne. La situation prend une tournure étrange lorsque Wyatt la prend à partie et cherche à la rallier à sa cause, affirmant recruter des hommes vigoureux pour mettre une certaine Elisabeth sur le trône… La jeune fille voit alors l’amour et la confiance que lui témoignent les gens. Bedingfield, ayant eu vent de la présence de Wyatt à la taverne, vient pour le mettre aux fers. Il soupçonne rapidement « Tom » d’être en réalité Wyatt. Une altercation éclate et, pour éviter à Bess d’être arrêtée, Robin dévoile la supercherie. Le fait qu’elle soit une femme n’adoucit pas Bedingfield qui juge son travestissement étrange et veut l’interroger. Il reconnaît d’un même coup Robin, à qui il a déjà eu affaires par le passé. Le barde et Bess prennent la fuite, les soldats aux trousses. Wyatt, caché par Horatius, Scrag et Buggy, reprend aussitôt son allocution sous les vivats (スペインの王はいらないⅡ / No Spanish king-II).
Un peu plus loin, l’incident provoque une dispute entre Robin et Bess. Face au mépris de la jeune fille envers ses pairs, il finit par la rembarrer sèchement. Courroucée, elle le plante là et s’enfuit en exigeant de ne plus jamais le revoir. Resté seul, Robin se rend compte de sa maladresse et ses faux-pas envers elle. Il comprend ainsi qu’il est épris de Bess. Cette dernière revient, penaude, et chacun s’excuse (何故好きなのか？/ Why do I love her?). Ils échangent un baiser et Robin la raccompagne jusqu’à son domaine.
Pour sa part, l’Ambassadeur Simon Renard est de retour à la cour d’Espagne. Il se rend aux appartements du Prince Philippe et interrompt une partie de billard particulièrement dépravée... Il rappelle à l’intéressé qu’il attend toujours son approbation quant à une union avec Marie. Mais Philippe, beau, jeune et débauché, manifeste peu d’enthousiasme. Marie, plus âgée que lui, est réputée pour son austérité et son caractère bigot. Le prince cherche à esquiver le mariage en favorisant une union avec Lady Bess, dont la beauté est reconnue jusqu’en Espagne. Renard s’y oppose catégoriquement : Bess est protestante et la fille de la traînée Anne Boleyn. Face aux ordres de son père, l’insistance de Renard et la promesse de devenir roi d’Angleterre, Philippe cède. S’efforçant de garder la tête froide, il reconsidère ses intérêts et consent à épouser Marie (クール・ヘッド / Cool head).
En Angleterre, pour sa plus grande joie, Marie apprend que Philippe accepte le mariage. Mais Renard et Gardiner soulignent un dernier obstacle : symbole de la résistance religieuse, Bess représente une menace. Tant qu’elle est libre, la révolte gronde et Philippe ne peut se rendre en Angleterre sans encourir les foudres de la population, déjà farouchement opposée à cette union. Marie exige que Bess soit envoyée à la Tour de Londres.
Par une nuit pluvieuse, Ascham s’apprête à partir pour affaires. Kat lui demande de remettre son voyage à plus tard. Elle est très préoccupée par l’état de Bess : la demoiselle subit de violents cauchemars au point d’en tomber malade... Kat sait que leur pupille n’est pas au bout de ses peines, elle craint pour son futur et ses chagrins à venir (大人になるまでに / Growing up). Leur conversation est interrompue par Robin et sa bande, pourchassés par Bedingfield. Ils sont accusés de trahison envers la reine Marie, décidée à sévir avant l'arrivée de Philippe. Robin demande à voir Bess afin qu’elle les cache sur son domaine. Ascham refuse de lui accorder cet entretien, le rabroue sèchement et exige qu’il parte avant de causer du tort à la maîtresse des lieux. Mais Bess, interpellée par l’agitation, apparaît et demander à Parry de cacher le quatuor à la cave. Bedingfield apparaît à cet instant et arrête Bess sous les yeux impuissants d’Ascham et Kat. Robin veut s’interposer mais est retenu par ses amis (出て行け！/ We get her!).
Terrifiée, la jeune fille peut compter sur le soutien de sa mère, Anne étant présente à ses côtés sous sa forme de spectre (あなたは一人じゃない / You are not alone).
Épaulée par Kat, une Bess tremblante et à bout de forces est conduite à la Tour de Londres. Les soldats présents ont tôt fait d’ériger un parallèle avec sa mère tant les deux femmes se ressemblent (旅の終わり / Journey's end).
Pour la première fois, Bess trouve la force d’affronter Marie et lui affirme qu’elle ne se laissera pas briser : sa foi, ses idées et sa personnalité entière n’appartiennent qu’à elle-même et jamais Marie n’y aura accès. Dehors, on chante les louanges de la Reine Elisabeth (秘めた想い / The feelings I hide)…

## Personnages principaux
- Lady Bess : de religion protestante, elle est la fille d'Henry VIII et d'Anne Boleyn. Jeune femme éclairée et brillante, elle témoigne d'une grande culture et parle plusieurs langues depuis son plus jeune âge. C'est une lectrice aguerrie qui apprécie l'œuvre de Machiavel, en particulier son traité politique Le Prince. Sous ses dehors de lady bien éduquée, elle possède un fort caractère ainsi qu'un sens de la répartie prononcé. Elle tire une certaine fierté de sa prestigieuse lignée. Si elle voue un culte à son père, elle finira par appréhender le caractère complexe de sa mère tout au long de la trame. Elle marquera l'Histoire sous le nom d'Élisabeth Ire. Dans la comédie musicale, Bess est symbolisée par une fleur jaune, l'immortelle.
- Robin Blake : jeune barde épris de liberté, vif d'esprit, téméraire et pétillant. Robin est à la tête d'une troupe d'artistes itinérants. Sa rencontre avec Bess aboutit à une relation passionnée mais éphémère, la jeune femme décidant d'embrasser pleinement son destin de reine. Son personnage s'inspire de William Shakespeare, le célèbre dramaturge de l'époque élisabéthaine. La chanson 月明かりの君（You in the moonlight）où Robin escalade la tour de Bess pour la rejoindre fait d'ailleurs référence à la fameuse scène du balcon présente dans Roméo et Juliette. Son prénom pourrait également être une référence à Robin Goodfellow, l'une des nombreuses identités de Puck dans Le Songe d'une nuit d'été, dont Blake se rapproche par sa nature enjouée et espiègle.
- Mary Tudor : fervente catholique, elle est la reine d'Angleterre et la demi-sœur de Bess. Elle a hérité sa foi inébranlable de sa mère Catherine d'Aragon. Ce caractère fanatique a donné naissance à son surnom Bloody Mary (« Marie la Sanglante »). Comme Lady Bess, Mary est une enfant illégitime. Elle déteste Anne Boleyn, dont la liaison avec le roi a mené sa mère à la relégation.
- Felipe : prince d'Espagne, héritier de l'empire hispanique et libertin notoire. D'une nature séductrice, il témoigne d'un attrait certain pour les plaisirs charnels[1] et un goût prononcé pour le raffinement vestimentaire. Derrière cette apparente futilité, Felipe démontre un caractère déterminé. Il affirme lui-même garder la tête froide en toutes circonstances (クール・ヘッド / Cool head). Manipulateur, il s'avère un adversaire redoutable tant au billard qu'en matière de politique. Il consent à épouser Mary par intérêt, sur les conseils de Simon Renard.
- Anne Boleyn : la mère de Bess, qui apparaît souvent à sa fille sous une forme fantomatique. C'est pour officialiser son union avec Anne qu'Henry VIII a divorcé de Catherine d'Aragon et fondé l'Église d'Angleterre. Cet acte a mené à la rupture avec le catholicisme. Accusée d'adultère, elle est exécutée à la Tour de Londres.
- Simon Renard : ambassadeur d'Espagne et proche du prince Felipe, il met en garde Mary contre le danger qu'incarne Lady Bess.
- Stephen Gardiner : archevêque catholique, il joue un rôle prépondérant dans l'oppression des protestants.
- Kat Ashley : tutrice de Lady Bess et figure maternelle pour cette dernière.
- Roger Ascham :  tuteur en sciences humaines de Lady Bess. Il a une connaissance approfondie en langues, philosophie et astronomie.
- Horatius Swift, Buggy Ringer, Scrag Totter : artistes itinérants, ils forment une troupe menée par Robin Blake. Ils aident ce dernier et Bess à vivre leur passion. Le trio constitue le principal ressort comique de la comédie musicale.
- Thomas Wyatt : noble anglais, il s'oppose farouchement à l'union de Mary et Felipe ; il manœuvre pour que Lady Bess accède à la couronne.
- Henry Bedingfield : lieutenant de la Tour de Londres et capitaine des gardes.

## Production

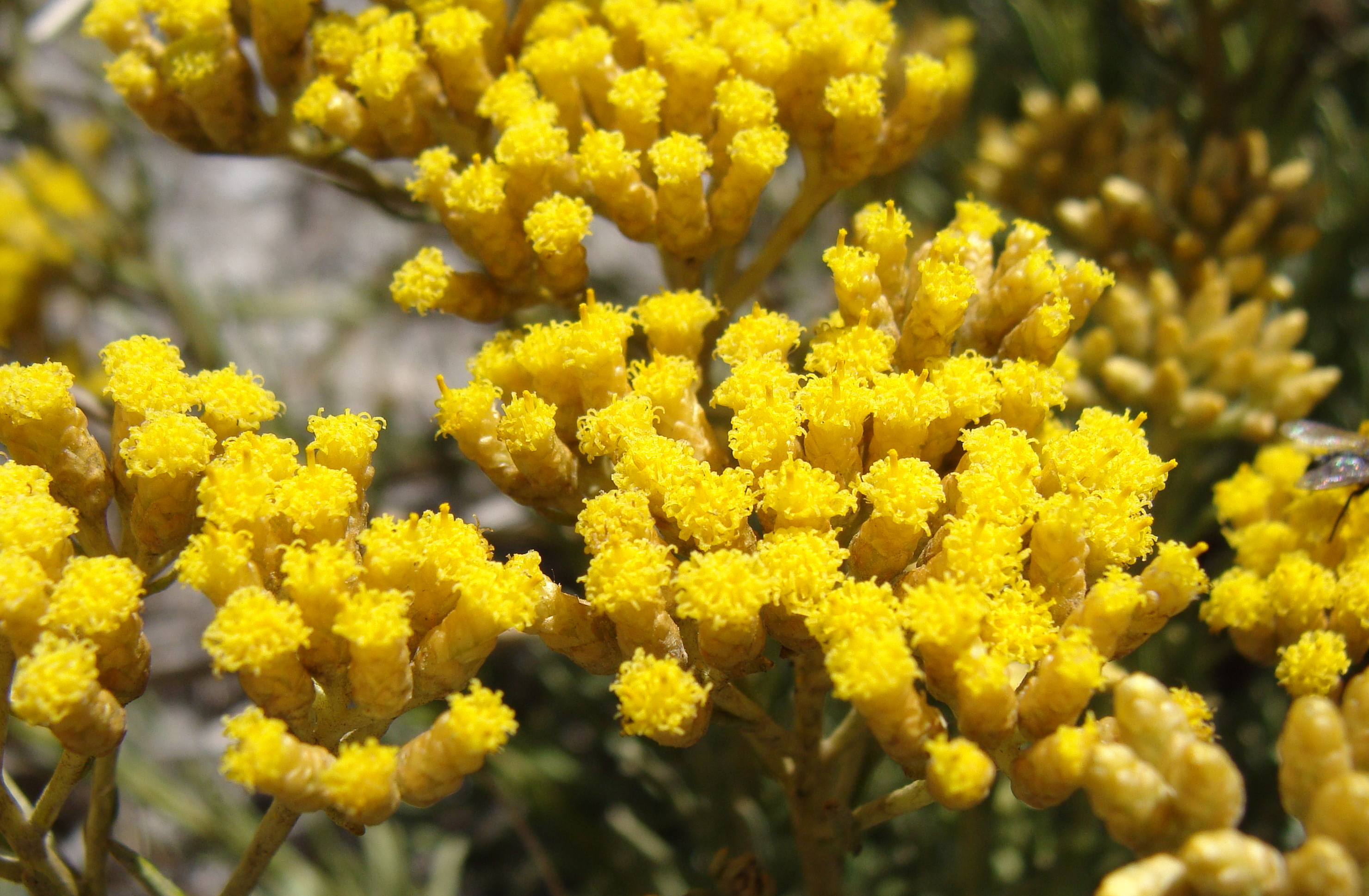
L'immortelle, fleur emblématique de Lady Bess / Élisabeth Ire.

### Genèse
Après les succès d'Elisabeth, Mozart! et Marie-Antoinette, le compositeur Sylvester Levay et le parolier Michael Kunze sont approchés par la Tōhō pour une nouvelle création. Ce projet inédit se centre sur une autre figure majeure de l'Histoire européenne : celle d'Élisabeth Ire, reine d'Angleterre et d'Irlande.
Tout comme pour Marie-Antoinette, le livret de Kunze est rédigé en anglais[réf. nécessaire]. Le texte est ensuite traduit et adapté en japonais par Shūichirō Koike. La mise en scène est également assurée par Koike. Ce dernier retrouve pour l'occasion Mari Hanafusa (Élisabeth) et Ikusaburō Yamazaki (Robin Blake), qu'il avait dirigés au préalable sur Mozart!. Hanafusa et Yamazaki sont annoncés en alternance avec Aya Hirano et Kazuki Katō.

### Symbolisme
Deux symboles sont omniprésents dans la trame.

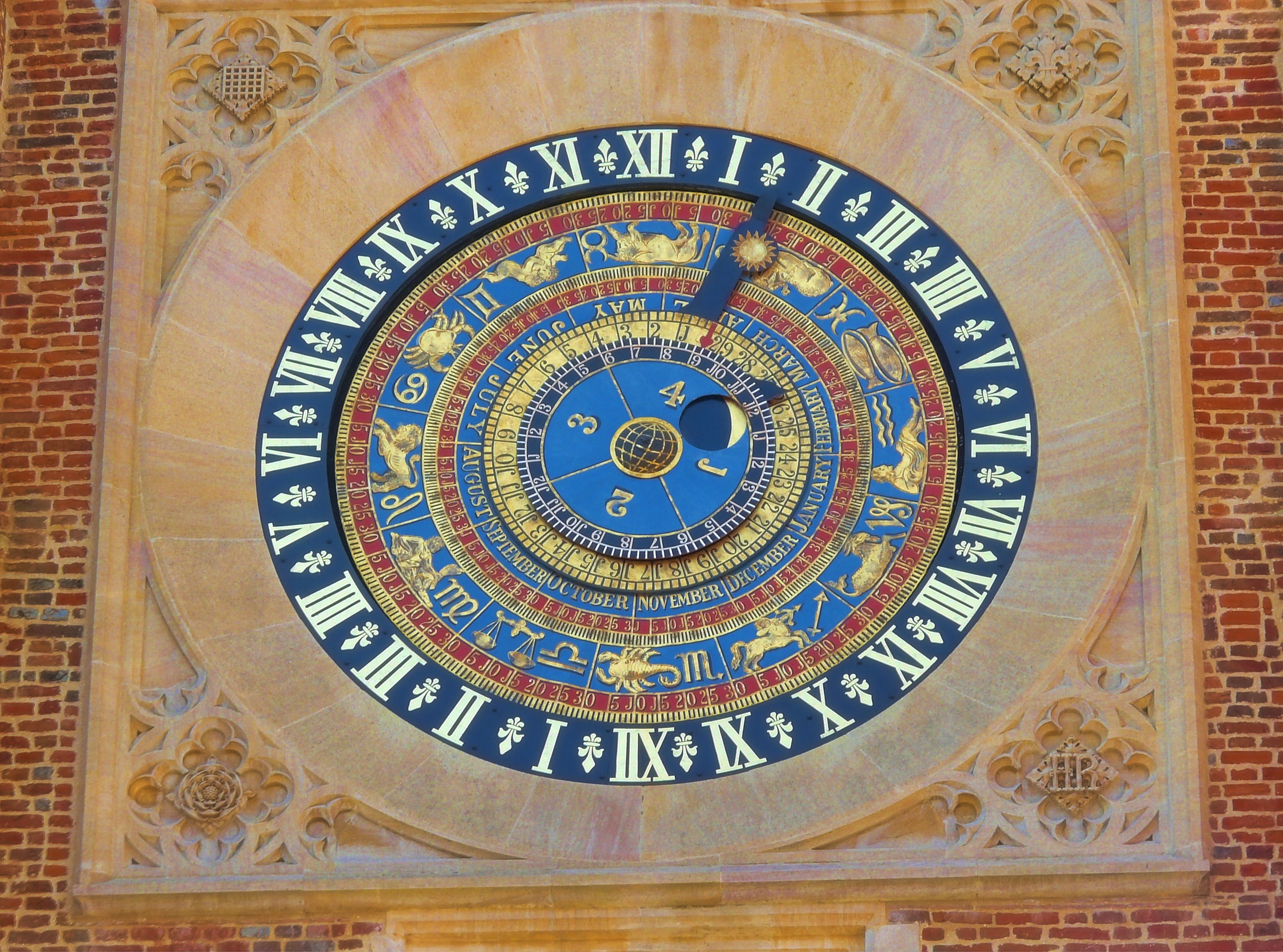
L'horloge astronomique du Château de Hampton Court, reprise comme élément central du décor.

Élisabeth est représentée par l'immortelle, une fleur jaune à la longévité exceptionnelle évoquant la durée de son règne à venir (soit 44 ans, 4 mois et 7 jours) mais aussi l'amour éternel qu'elle voue à Robin en la lui offrant lors du final.
L'élément phare du décor est une horloge astronomique inspirée par celle du Château de Hampton Court, la résidence favorite du roi Henri VIII. Cette dernière occupe le centre de la scène durant l'intégralité du spectacle ; elle rappelle qu'aucun personnage ne peut échapper au temps qui s'écoule, pas plus qu'au sort qui lui est destiné.
L'immortelle et l'horloge se retrouvent sur les affiches promotionnelles et les différents goodies.

### Musique
Chaque protagoniste est caractérisé par un genre musical différent : si Bess s'inscrit dans la droite lignée des airs de comédie musicale, Mary Tudor est représentée par du hard rock, Felipe s'accompagne d'un style flamenco et Ascham emprunte beaucoup à la ballade médiévale. Quant à Robin et sa troupe, ils s'illustrent dans un registre plus pop (le nom du quatuor, Robin & Boys, est un clin d'œil aux groupes anglophones).

### Performances scéniques
Calquée sur l'exemple de la précédente production nippone de Levay et Kunze, la première de Lady Bess se tient le 13 avril 2014 à Tokyo, au Théâtre Impérial. Après avoir été jouée à Tokyo, la comédie musicale se monte à Osaka, Fukuoka et Nagoya. Un enregistrement live réalisé au Théâtre Impérial est commercialisé en CD.
Elle regagne la capitale pour une nouvelle de série de représentations d'octobre à décembre 2017, date à laquelle une captation vidéo est réalisée avec les deux castings alternants, Flower et Star.

## Productions nippones

### Version originale (2014)

#### Distribution

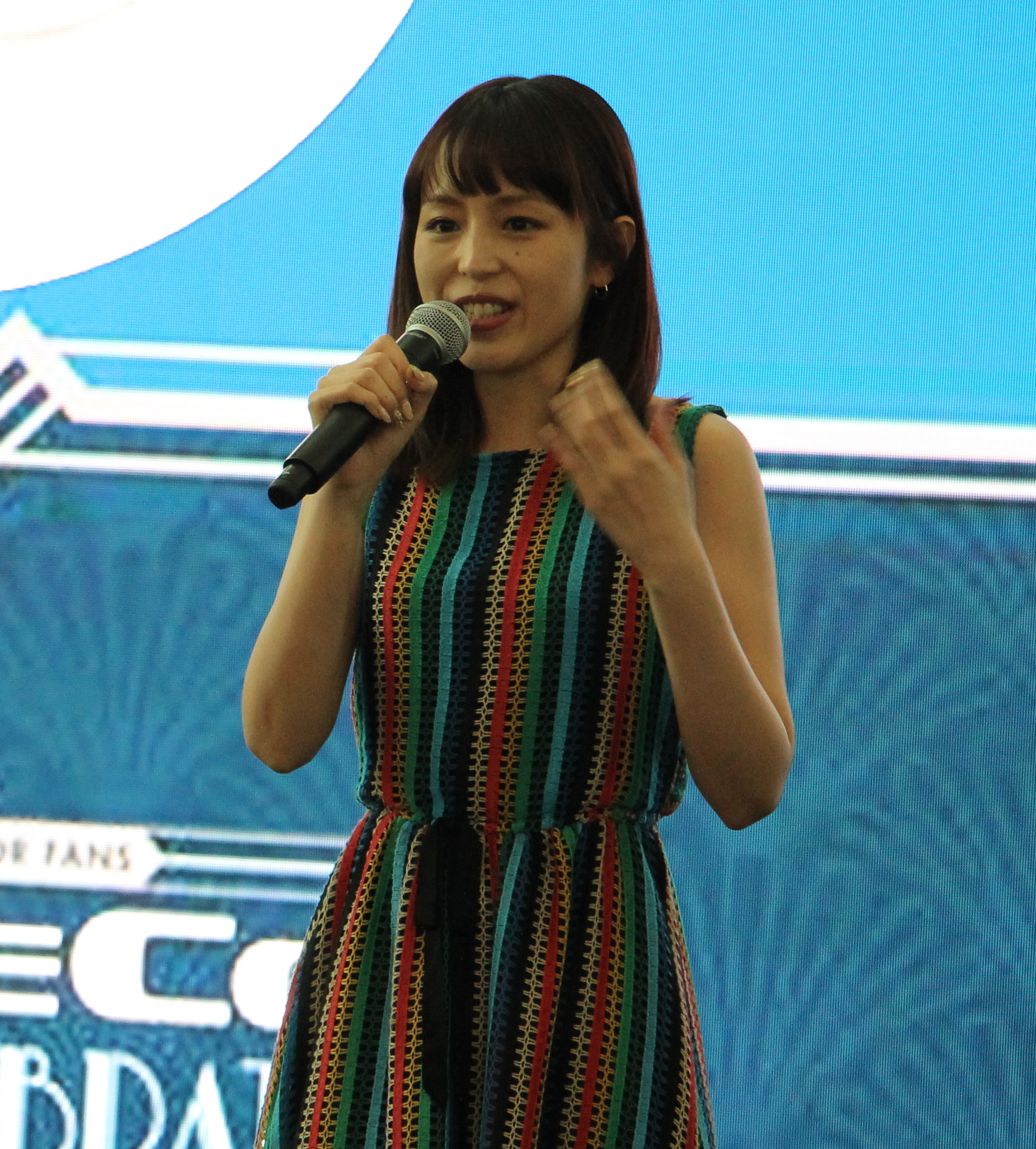
Aya Hirano campe l'héroïne éponyme en 2014 et 2017.

- Lady Bess : Mari Hanafusa / Aya Hirano
- Robin Blake : Ikusaburō Yamazaki / Kazuki Katō
- Mary Tudor : Rie Yoshizawa / Mirai Yuki
- Felipe : Genki Hirakata / Yūta Furukawa
- Anne Boleyn : Mio Kazune
- Simon Renard : Keigo Yoshino
- Stephen Gardiner : Zen Ishikawa
- Kat Ashley : Suzukaze Mayo
- Roger Ascham : Yūichirō Yamaguchi / Kanji Ishimaru
- Scrag Totter : Kenichiro Teramoto
- Buggy Ringer : Sōichi Hirama
- Horatius Swift : Junichi Kato

#### Média associé
- 2014 : CD Lady Bess, enregistrement live réalisé au Théâtre Impérial.

### Revival (2017)

#### Distribution

##### Flower Version

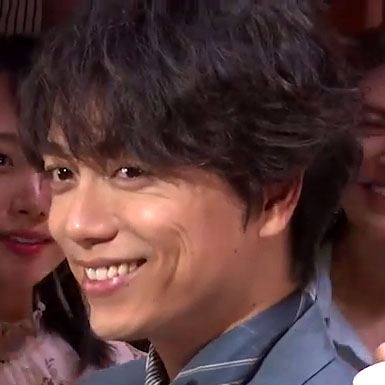
Ikusaburō Yamazaki incarne Robin Blake dans les deux productions Tōhō.

- Lady Bess : Mari Hanafusa
- Robin Blake : Ikusaburō Yamazaki
- Mary Tudor : Rie Yoshizawa
- Felipe : Genki Hirakata
- Anne Boleyn : Mio Kazune
- Simon Renard : Keigo Yoshino
- Stephen Gardiner : Zen Ishikawa
- Kat Ashley : Suzukaze Mayo
- Roger Ascham : Yūichirō Yamaguchi

- Scrag Totter : Kenichiro Teramoto
- Buggy Ringer : Shinta Ishikawa
- Horatius Swift : Junichi Kato

##### Star Version
- Lady Bess : Aya Hirano
- Robin Blake : Kazuki Kato
- Mary Tudor : Mirai Yuki
- Felipe : Yūta Furukawa
- Anne Boleyn : Mio Kazune
- Simon Renard : Keigo Yoshino
- Stephen Gardiner : Zen Ishikawa
- Kat Ashley : Suzukaze Mayo
- Roger Ascham : Yūichirō Yamaguchi
- Scrag Totter : Kenichiro Teramoto
- Buggy Ringer : Shinta Ishikawa
- Horatius Swift : Junichi Kato

#### Média associé
- 2018 : DVDs : Flower version (avec Mari Hanafusa, Ikusaburō Yamazaki, Rie Yoshizawa, Genki Hirakata) et Star version (avec Aya Hirano, Kazuki Kato, Yuki Mirai, Yūta Furukawa)

### Numéros musicaux et scénettes jouées

#### Acte 1
- プロローグ（A time of change） / Ascham
- 人生は一度きり（What the church bell says） / Robin, Horatius, Scrag, Buggy, les villageois
- 他の本とは違う（Not just another book） /  Bess, Ascham, Gardiner, Kat
- 我が父は王（My father was a king） / Bess
- 歌って忘れよう（Sing all your troubles away） / Robin, Horatius, Scrag, Buggy
- 俺は流れ者（I'm a rover） / Robin
- 邪悪（That evil woman） / Mary, Gardiner
- 誰でも歌える（Anyone can sing） / Robin, Bess
- 祈り（Prayer） / Les moines et les dames de la cour
- 悪魔と踊らないで（Don't dance with the devil） / Mary et les dames de la cour
- 愛をささげた（All for love） / Anne
- 敵（Enemies)（supprimée après la première）
- 王国が現れる（Our kingdom come） / Ascham, Bess
- スペインの王はいらない（No Spanish king-I） / Wyatt, les clients
- 男みたいに（Like a man） / Robin, Bess
- スペインの王はいらないⅡ（No Spanish king-II）/ Wyatt, les clients
- 何故好きなのか？（Why do I love her?/You in the moonlight）/ Robin, Bess
- クール・ヘッド（Cool head）/ Felipe, Renard, les courtisans, les dames de la cour
- 大人になるまでに（Growing up）/ Kat
- 道は安全ではない（The roads are not safe）（supprimée après la première）
- 出て行け！（We get her）/ Ascham, Kat et les soldats
- あなたは一人じゃない（You are not alone）/ Anne
- 邪悪リプライズ（Evil blood）（supprimée après la première）
- 旅の終わり（Journey's end）/ Bedingfield, les soldats
- 秘めた想い（The feelings I hide）/ Bess, la troupe

#### Acte 2
- 幕前奏曲（Entr'acte）

- 何故？（Why?）/ Bess

- ロンドン塔（The tower）（supprimée après la première）

- 教え子の中で（Here she used to sit/A time of change-Reprise）/ Ascham

- 神よ祝福を与えん（God bless our Lady Bess）/ Robin, Horatius, Scrag, Buggy, troupe

- 神に見放されて（Fallen from grace）/ Bess

- あなたはあなた（You are who you are）/ Bess, Anne

- 道行く人（The man on the street/Cool head-Reprise）/ Robin, Felipe, Horatius, Scrag, Buggy, les courtisans espagnols

- ベスを消せ（She must be removed）/ Gardiner, Renard

- 月明かりの君（You in the moonlight）/ Bess, Robin

- 栄光の時（The time has come）/ Mary, les nobles

- ベスを消せ　リプライズ（She must be removed-Reprise）（supprimée après la première）

- 愛のため全て（Woodstock dream/All for love-Reprise）/ Ascham, Anne

- 神に見放されて　リプライズ（Fallen from grace-Reprise）/ Bess

- ガーディナーの死（Gardiner's death）（supprimée après la première）

- ただの想像（Just fantasy）/ Susan, les nobles

- 愛を知らずに（I never knew love）/ Mary, Bess

- クール・ヘッド　リプライズ（cool head-Reprise）（supprimée après la première）

- よく晴れた11月（A sunny November）/ Kat

- 心は君に（My heart belongs to you）/ Bess, Robin（supprimée après la première）

- 傷ついた翼（Wings）/ Bess, Robin（création de 2017）

- 闇を恐れずに（Afraid of the dark）/ Bess（création de 2017）

- 王国が現れる　リプライズ（Our kingdom come-Reprise）/ Ascham

- 獅子の心（You have a lion's heart）/ Anne

- 手を取り合って！（The end of rage/The feelings I hide-Reprise）（supprimée après la première）

- 晴れやかな日（What a gorgeous day）/ la troupe

## Importation à l'international

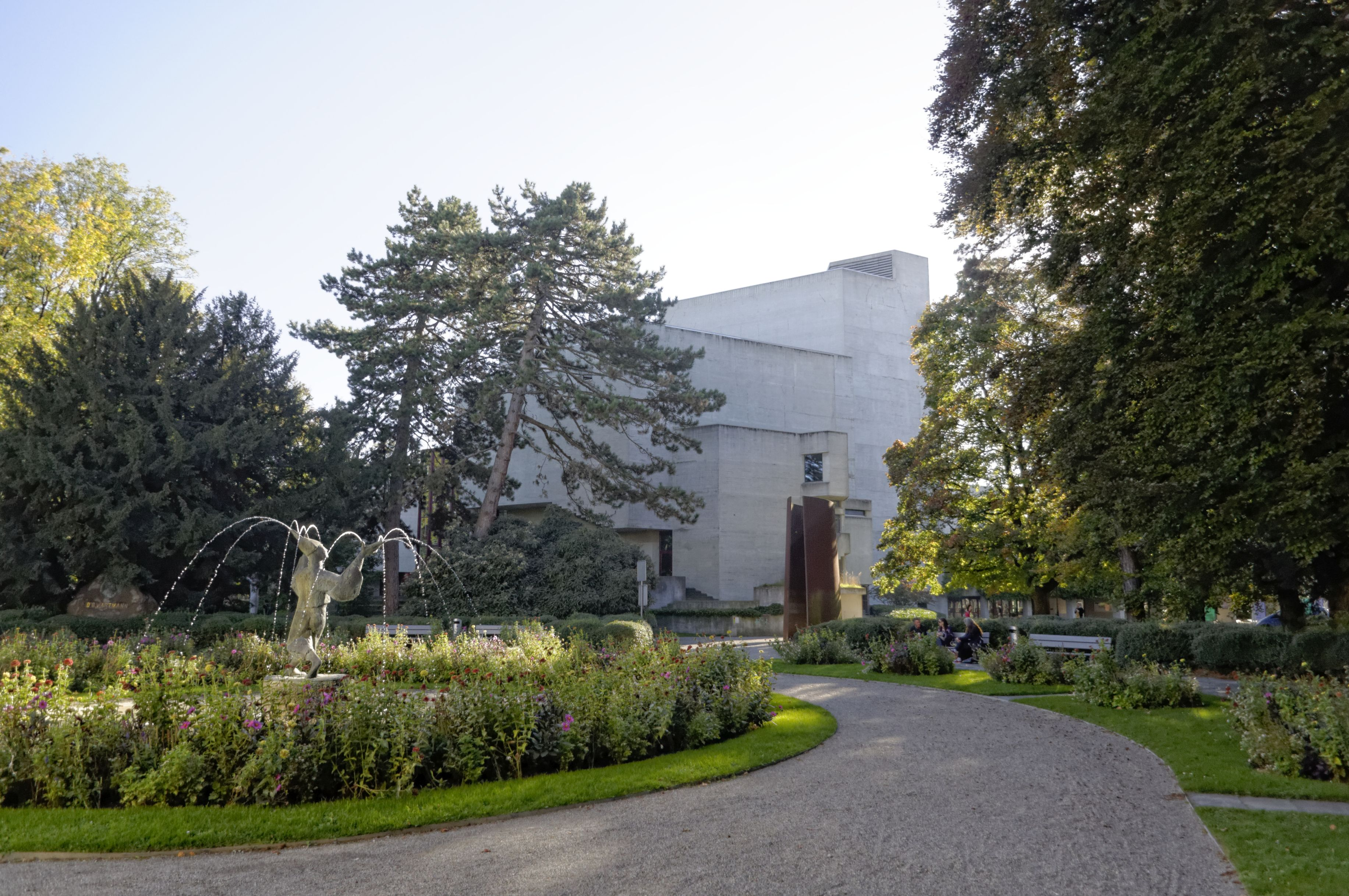
Le Théâtre de Saint-Gall où Lady Bess est joué pour la première fois en Europe.

Après Marie-Antoinette, Lady Bess est la seconde comédie musicale produite par la Tōhō à être jouée en Europe.
Le spectacle s'exporte en Suisse, au Théâtre Saint-Gallen, courant février 2022. Pour cette production, Koen Schoots est engagé comme directeur musical, Christopher Barreca sur la scénographie et Falk Bauer pour les costumes ; la mise en scène est signée Gil Mehmert. Le spectacle est interprété en allemand.
L'année suivante, forte de son succès public et critique, la comédie musicale est de retour au Théâtre Saint-Gallen. Les représentations ont lieu du 12 janvier au 26 mars 2023.

## Production suisse

### Version 2022-2023

#### Distribution[10]
- Lady Bess : Katia Bischoff / Anna Langner
- Mary Tudor : Wietske de Tongres
- Robin Blake : Anton Zetterholm / Thomas Hohler
- Roger Ascham : Tom Zahner
- Anne Boleyn : Katja Berg
- Kat Ashley : Kerstin Ibald
- Simon Renard : Gerd Achille
- Stephen Gardiner : Jogi Kaiser
- Felipe : Lukas Mayer
- Horatius Swift : Adrian Hochstrasser / Sander van Knowledge
- Buggy Ringer : Markus Fetter
- Scrag Totter : Pascal Cremer
- Henry Bedingfield : André Bauer
- Susan Clarencieux : Gabriela Ryffel
- Thomas Parry / Thomas Wyatt : Patrick A. Stamme
- Emily : Ulrike Figgener
- Catherine d'Aragon : Clara Mills-Karzel

#### Numéros musicaux[11]

##### Prologue
- Nichts bleibt, wie es war'

##### Acte 1
- Sei so wie du bist
- Ein ganz besond’res Buch
- Das Löwenherz in mir
- Eine Raupe ist kein Wurm
- Ich hab‘ alles
- Gekränkt
- Singen ist nicht schwer
- Wer schützt das Kind?
- Gebet
- Tanz nicht mit dem Teufel
- Glaub an dich!
- Ein strahlender Held
- Von keinem geliebt
- Gibt es das Land?
- Kein König aus Spanien
- Wie ein Mann
- Kein König aus Spanien (Reprise)
- Es könnte Liebe sein
- Heiss das Herz, der Kopf kühl
- Sie muss mit
- Du bist nicht allein
- Mit Feuer und Schwert
- Finale 1: Da! Der Kahn des Bischofs

##### Acte 2
- Schuld
- Hier an diesem Tisch
- Fort mit ihr
- Gott soll dich schützen
- In mir brennt ein Licht
- Du bist nicht allein (Reprise)
- Heiss das Herz, der Kopf kühl (Reprise)
- Mit Feuer und Schwert
- Es muss wohl Liebe sein
- Eine neue Zeit
- Jetzt berät mich Prinz Philipp
- Glaub an dich! (Reprise)
- In mir brennt ein Licht (Reprise)
- Drei Gläser
- Die Schwangerschaft war Fantasie
- Von keinem geliebt (Reprise)
- Wer schützt das Kind? / Gibt es das Land? (Reprise)
- Flügel schwer wie Blei
- So wie dieser Tag

#### Média associé
- 2023 : CD Lady Bess, enregistrement live[12]